# The Greg Kihn Band
The Greg Kihn Band – zespół rockowy, założony przez Grega Kihna w 1975 roku.

## Historia
W 1975 roku Greg Kihn podpisał kontrakt muzyczny z wytwórnią Beserkley Records, po czym zaczął kompletować zespół. Pierwszy skład stanowili Kihn (wokal), Ronnie Dunbar (gitara), Steve Wright (bas) i Larry Lynch (perkusja). Debiutancki album, Greg Kihn, został wydany jako album solowy. W 1978 roku ukazał się pierwszy album pod szyldem The Greg Kihn Band, zatytułowany Next of Kihn. Albumy spotkały się z na tyle dobrym odbiorem fanów, że The Greg Kihn Band był najbardziej dochodową grupą wytwórni Beserkley Records. W 1981 roku ukazał się album pt. Rockihnroll. Znajdujący się na nim utwór pt. „The Breakup Song (They Don’t Write ’Em)” zajął piętnaste miejsce na liście Hot 100. W 1983 roku wydano album Kihnspiracy. Pochodzące z niego „Jeopardy” było notowane na drugim miejscu zestawienia Hot 100. W 1985 roku pochodzący z Citizen Kihn „Lucky” zajął 30. miejsce na tej liście. W latach 90. i 2000. zespół prowadził działalność w ograniczonym zakresie. W 2017 roku ukazał się album pt. Rekihndled.
13 sierpnia 2024 roku zmarł założyciel zespołu, Greg Kihn.

## Dyskografia
- Next of Kihn (1978)
- With the Naked Eye (1979)
- Glass House Rock (1980)
- Rockihnroll (1981)
- Kihntinued (1982)
- Kihnspiracy (1983)
- Kihntagious (1984)
- Kihn of Hearts (1992)
- Rekihndled (2017)

## Skład zespołu
Źródło: Greg Kihn
- Greg Kihn – wokal (zmarły)
- Ry Kihn – gitara
- Robert Berry – gitara basowa
- David Lauser – perkusja